# موج انقلابی

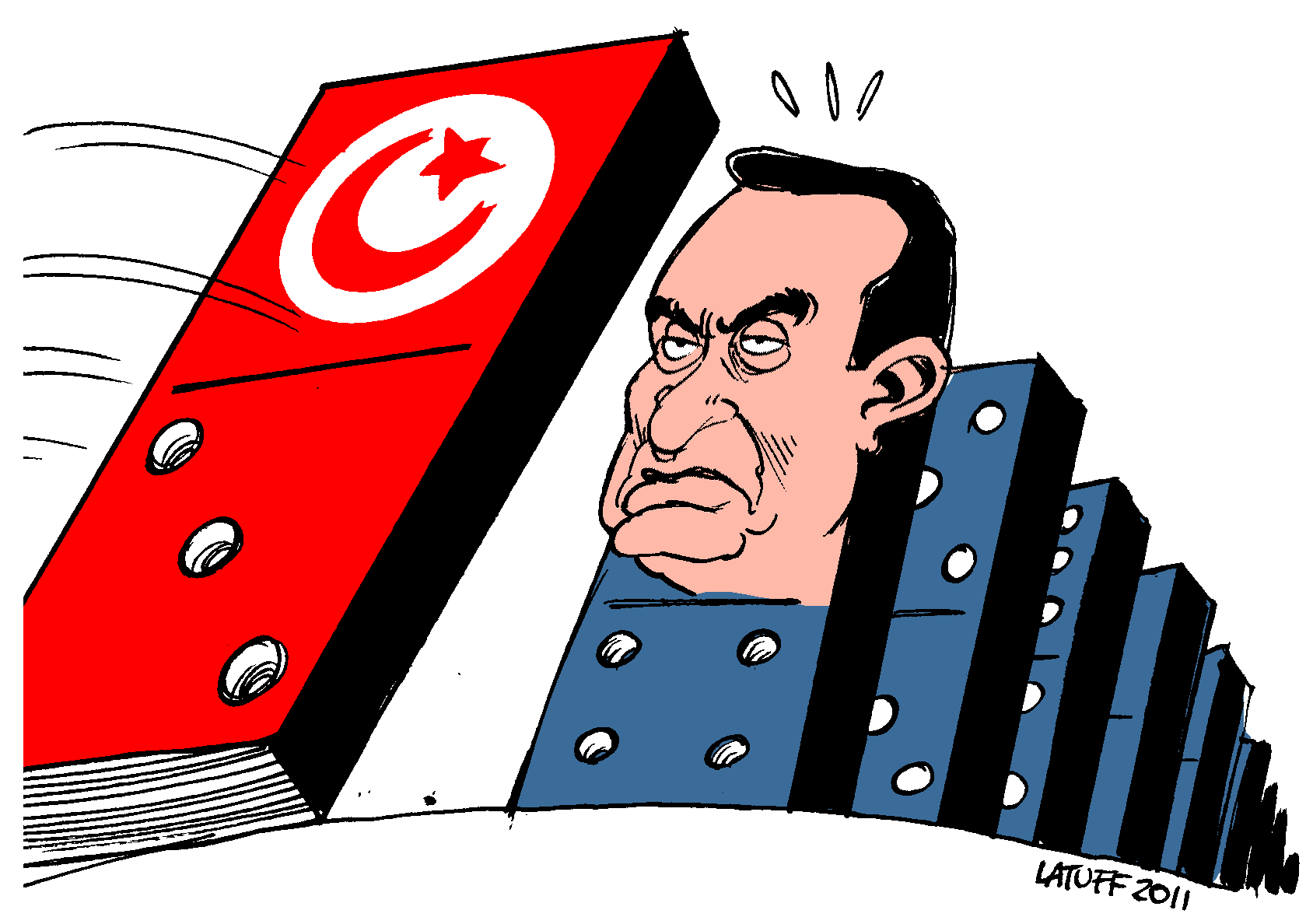
کاریکاتوری در رابطه با موج انقلابی مردم تونس

موج انقلابی یا دهه انقلابی مجموعه‌ای از انقلاب‌هایی است که در مکان‌های مختلف در یک بازه زمانی مشابه رخ می‌دهند. در بسیاری از موارد، انقلاب‌های گذشته و موج‌های انقلابی الهام‌بخش انقلاب‌های کنونی بوده‌اند یا یک انقلاب اولیه الهام‌بخش دیگر «انقلاب‌های وابسته» همزمان با اهداف مشابه بوده است. علل موج‌های انقلابی موضوع مطالعه تاریخ‌نگاران و فیلسوفان سیاسی از جمله رابرت روزول پالمر، کرین برینتون، هانا آرنت، اریک هوفر و ژاک گودشوت شده است.
نویسندگان و فعالان، از جمله جاستین ریماندو و مایکل لیند، از عبارت «موج انقلابی» برای توصیف انقلاب‌های گسسته‌ای استفاده کرده‌اند که در یک بازه زمانی کوتاه اتفاق می‌افتند.